# Pierre-Georges Roy
Pour les articles homonymes, voir Roy.
Pierre-Georges Roy (23 octobre 1870 - 4 novembre 1953) est un historien et archiviste québécois. Un des esprits à l'origine des Archives nationales de la Province de Québec (aujourd'hui Bibliothèque et Archives nationales du Québec), il devient en 1920 le premier « Archiviste du gouvernement de la province de Québec »,. Son œuvre se démarque comme une des pierres angulaires de l'histoire et de la généalogie au Québec.

## Biographie
Pierre-Georges Roy naît à Lévis le 23 octobre 1870. Il est le fils du notaire Léon Roy et de Marguerite Lavoie.
Après avoir accompli ses études au Collège de Lévis et au Séminaire de Québec, Pierre-Georges Roy se lance dans le journalisme et la recherche historique. Comme ses frères Joseph-Edmond et Eugène-Adjutor, il publie au cours de sa carrière d’importants travaux d’érudition sur l’histoire du Canada. Son œuvre se démarque cependant par son ampleur et sa diversité, comptant plus de 200 ouvrages sur l’archéologie, l’histoire et les études généalogiques, entre autres disciplines,.
Pierre-Georges Roy fonde en 1890 sa première revue historique, qu'il baptise Le Glaneur. À cette époque, l’histoire du Canada est un chantier encore peu exploité. Dans ces circonstances, le jeune érudit estime nécessaire de commencer par la préparation du terrain, c’est-à-dire par un travail en amont sur les archives. Le Bulletin des recherches historiques, que Pierre-Georges Roy fonde en 1895 et qui paraîtra régulièrement jusqu'en 1968, témoigne de sa préoccupation : déchiffrer, analyser, commenter, compiler, organiser une masse de documents historiques tombés en déshérence,.
En 1896, Pierre-Georges Roy épouse Eugénie Marsan, fille d’avocat, avec qui il aura quatre enfants. Ses trois fils feront œuvre d’historien, à l’instar de leur père. Sa fille deviendra religieuse chez les Sœurs de la Charité de Québec.
De 1914 à 1920, il est directeur des Archives fédérales à Québec. En 1920, à la fondation des Archives de la province de Québec, Athanase David nomme Pierre-Georges Roy premier archiviste de la province de Québec. Dès le début de son mandat, en 1921, celui-ci lance une série de Rapports de l'archiviste qui paraîtra jusqu'en 1975. Cette publication représente, encore aujourd'hui, une source importante pour les historiens du Canada.
En qualité de premier archiviste provincial, une des fonctions les plus importantes qu’il ait assumées, Pierre-Georges Roy s'élève à plusieurs reprises contre les modes de gestion institutionnelle en cours, dénonçant notamment les restrictions budgétaires imposées par l’État à la suite de la crise économique des années 1930. Les querelles partisanes auxquelles il est parfois confronté lui répugnent, mais ne l’empêchent pas d’entretenir des relations régulières avec les hommes politiques provinciaux et fédéraux de son époque.
De 1922 à 1941, Pierre-Georges Roy occupe le poste de secrétaire de la Commission des monuments historiques. Il est directeur-conservateur du Musée du Québec de novembre 1930 à octobre 1941. En 1941, son fils, Antoine Roy, lui succède au poste d'archiviste de la province de Québec.

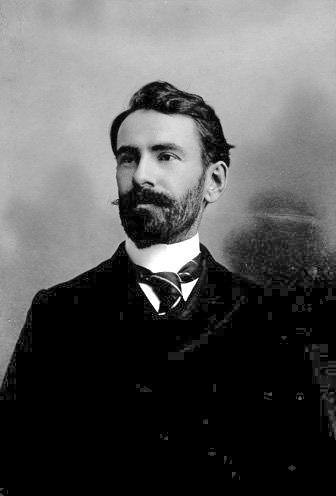
Pierre-Georges Roy, vers 1895

L’œuvre de Pierre-Georges Roy témoigne d’un souci de vulgarisation et de diffusion des archives historiques. Plusieurs de ses publications, notamment la série d’opuscules Les Petites choses de notre histoire, sont destinées au grand public et contribueront à former une conscience nationale chez les Canadiens-français.
Décédé le 4 novembre 1953 à l'âge de 83 ans, Pierre-Georges Roy est enterré au cimetière Mont-Marie de Lévis.

## Critiques et controverses
L’œuvre de Pierre-Georges Roy s’est attiré autant de critique que d’éloges. Tant dans les domaines des archives que de l’histoire, on lui reproche d’accorder un intérêt exclusif aux archives administratives du Régime français, au détriment de celles du Régime anglais. Du reste, ses efforts, à la direction des Archives nationales de la Province de Québec, se sont concentrés moins sur le développement des collections d’archives que sur leur mise en valeur, notamment par l'entremise de diverses publications.
En 1935, un dossier anonyme met en question son intégrité personnelle en dénonçant le nombre de ses fonctions, sa rémunération et les privilèges dont sa famille et lui semblent faire l’objet. Malgré tout, la variété et l’ampleur de l’œuvre qu’il lègue lui vaut le respect du grand public et de ses pairs, tant dans le domaine de l’histoire que celui de l’archivistique.

## Ouvrages publiés
- Les Petites Choses de notre histoire (7 tomes), 1919-1944
- Glanures lévisiennes, 1920-1921
- Les Monuments commémoratifs de la province de Québec, 1923
- Vieux Manoirs, Vieilles Maisons : première série, 1927
- Dates lévisiennes, 1932-1940
- Inventaire des Insinuations de la prévôté de Québec. 1936
- Les Traîtres de 1759, 1936
- Les légendes canadiennes, 1937
- La bande de Chambers, 1938
- Nos coutumes et traditions françaises, 1939
- L’évasion de Dodge et Theller de la citadelle de Québec, 1940
- Les mots qui restent, 2 tomes, 1940
- Les chicanes de préséance sous le régime français, 1941
- Les Gouverneurs de Montréal, 1642-1760, 1942
- Les grands voyers de la Nouvelle-France et leurs successeurs, 1942
- Les lettres du commissaire des guerres Doreil, 1942

## Honneurs
- Bibliothèque Pierre-Georges-Roy de Lévis (anciennement la chapelle du Collège de Lévis). Cette dernière fut transformée en bibliothèque en 1996[24].
- Chevalier de la Légion d'honneur
- Collection Pierre-Georges-Roy de la bibliothèque de Montréal
- Collection Pierre-Georges-Roy des Archives nationales du Québec
- Commandeur de l'Ordre pontifical de Saint Grégoire le Grand
- Fonds Pierre-Georges-Roy de l'Université d'Ottawa
- Médaille Tyrrell
- Membre de la société royale du Canada
- Membre de la Société des Dix
- Officier de l'Instruction publique de France

Sources: Archives de la Société d'histoire régionale de Lévis.